# Sân bay Memanbetsu
Sân bay Memanbetsu (女満別空港) (IATA: MMB, ICAO: RJCM) là một sân bay ở khu vực Memanbetsu của Ōzora, một thị xã ở Hokkaidō, Nhật Bản.
Sân bay này nằm ở thị xã ở Memanbetsu cho đến năm 2006, khi  Memanbetsu và làng Higashimokoto được sáp nhập vào thị xã Ōzora.
Sân bay này gần vườn quốc gia Shiretoko. Sân bay Memanbetsu có lưu lượng khách đạt hơn 1 triệu lượt mỗi năm.

## Các hãng hàng không và các tuyến điểm
Hiện có các hãng hàng không sau đang hoạt động tại sân bay này:
- All Nippon Airways (Nagoya-Centrair, Osaka-Kansai, Sapporo-Okadama)
- Air Do (Tokyo-Haneda)
- Japan Airlines (Sapporo-Chitose, Tokyo-Haneda) [4]